# You Don't Bring Me Flowers (álbum)
You Don't Bring Me Flowers es el duodécimo álbum de estudio del cantautor estadounidense Neil Diamond, publicado el 3 de noviembre de 1978 por Columbia Records. Fue publicado con el afán de capitalizar el éxito de la canción del mismo nombre cantada a dúo por Diamond y Barbra Streisand en 1978.

## Lista de canciones

### Lado A
1. "American Popular Song" – 5:16 (Tom Hensley)
2. "Forever in Blue Jeans" – 3:39 (Richard Bennett, Neil Diamond)
3. "Remember Me" – 5:03 (Neil Diamond)
4. "You've Got Your Troubles" – 3:53 (Roger Cook, Roger Greenaway)
5. "You Don't Bring Me Flowers" (dueto con Barbra Streisand) – 3:17 (Alan Bergman, Marilyn Bergman, Neil Diamond)

### Lado B
1. "The Dancing Bumble Bee/Bumble Boogie" – 4:54 (Neil Diamond, Jack Fina)
2. "Mothers and Daughters, Fathers and Sons" – 4:11 (Bob Gaudio, Judy Parker)
3. "Memphis Flyer" – 3:11 (Neil Diamond)
4. "Say Maybe" – 4:07 (Neil Diamond)
5. "Diamond Girls" – 3:36 (Neil Diamond)